# Zaheer Ahmad Babar
Pour les articles homonymes, voir Babar (homonymie).
- anglais - Zaheer Ahmad Babar

 (juin 2025).
Si vous disposez d'ouvrages ou d'articles de référence ou si vous connaissez des sites web de qualité traitant du thème abordé ici, merci de compléter l'article en donnant les références utiles à sa vérifiabilité et en les liant à la section « Notes et références ».
Zaheer Ahmad Babar Sidhu (né le 16 avril 1965) est un officier supérieur de l'Armée de l'air pakistanaise, actuellement en fonction en tant que chef d'état-major de l'air depuis le 19 mars 2021. Il est le 23e à occuper ce poste.

## Biographie
Il est le neuvième officier de l’histoire des forces aériennes pakistanaises à servir plus de trois ans à ce poste. Son mandat le place parmi une minorité d’officiers ayant dépassé la durée standard de trois ans instaurée depuis 1974.